# 洪森警卫队
洪森警卫队，亦称警卫司令部(高棉语：បញ្ជាការដ្ឋានអង្គរក្ស)，是柬埔寨王国一支独立并忠于柬埔寨王国总理洪森的武装队伍，成立于2009年9月6日，由总理洪森顾问兴文贤与惠比深兼任警卫总司令指挥官，洪森警卫队的部分指挥官多为柬埔寨华人后代，武装队伍教练是由印尼援助，司令部援助的资金来源于柬埔寨本地华商与在柬埔寨经商的中国商人及慈善人士。

## 洪森警卫队主要指挥官
惠比深上将 高棉语：ហ៊ុយ ពិសិដ្ឋ
兴文贤上将 高棉语： ហ៊ីង ប៊ុនហ៊ាង  
杨宗勋中将 高棉语：ដួង ហេង
施华飞中将 高棉语：ស៊ី ហ៊ូហ៊ុយ
龙明中将 高棉语：ឡុង ម៉េង